# Finale della Coppa UEFA 2001-2002
La finale della 31ª edizione della Coppa UEFA si è disputata l'8 maggio 2002 allo Stadion Feijenoord di Rotterdam, tra gli olandesi del Feyenoord e i tedeschi del Borussia Dortmund.
L'incontro, arbitrato dal portoghese Vítor Melo Pereira, ha visto la vittoria degli olandesi che si sono imposti per 3-2 sui tedeschi conquistando il trofeo per la seconda volta. Il Feyenoord ha così ottenuto il diritto di affrontare i vincitori della UEFA Champions League 2001-2002, gli spagnoli del Real Madrid, nella Supercoppa UEFA 2002.

## Le squadre
| Squadre           | Partecipazioni precedenti (il grassetto indica la vittoria) |
| ----------------- | ----------------------------------------------------------- |
| Feyenoord         | 1 (1974)                                                    |
| Borussia Dortmund | 1 (1993)                                                    |

## Il cammino verso la finale
Il Feyenoord di Bert van Marwijk, proveniente dalla fase a gironi della UEFA Champions League, ha esordito ai sedicesimi contro i tedeschi del Friburgo, vincendo nei Paesi Bassi 1-0 e pareggiando 2-2 in Germania. Agli ottavi di finale gli scozzesi dei Rangers sono stati sconfitti in casa 3-2, dopo il pareggio per 1-1 ottenuto a Glasgow. Ai quarti i Trots van Zuid hanno avuto la meglio nel derby col PSV vincendo ai rigori per 5-4, dopo che entrambe le partite si sono concluse sull'1-1. In semifinale gli italiani dell'Inter si sono arresi con un risultato complessivo di 3-2. Per gli olandesi si tratta della seconda finale in questa competizione, a distanza di ventotto anni dall'ultima disputata.
Il Borussia Dortmund di Matthias Sammer, proveniente dalla fase a gironi della UEFA Champions League, ha esordito nei sedicesimi contro i danesi del Copenaghen, vincendo 1-0 sia all'andata che al ritorno. Agli ottavi i francesi del Lilla sono stati eliminati solo grazie alla regola dei gol fuori casa in virtù dello 0-0 casalingo e dell'1-1 in Francia. Ai quarti di finale gli Schwarzgelben hanno affrontato i cechi dello Slovan Liberec, vincendo con un risultato complessivo di 4-0. In semifinale gli italiani del Milan hanno perso con un clamoroso 4-0 al Westfalenstadion, sfiorando però la rimonta al ritorno al Meazza portandosi sul 3-0, prima del gol qualificazione di Lars Ricken. Per i tedeschi si tratta della seconda finale in questa competizione, a distanza di nove anni dall'ultima disputata.

### Tabella riassuntiva del percorso
Note: In ogni risultato sottostante, il punteggio della finalista è menzionato per primo. (C: Casa; T: Trasferta)
| Squadra       | Pt | G |
| ------------- | -- | - |
| Bayern Monaco | 14 | 6 |
| Sparta Praga  | 11 | 6 |
| Feyenoord     | 5  | 6 |
| Spartak Mosca | 2  | 6 |

| Squadra           | Pt | G |
| ----------------- | -- | - |
| Liverpool         | 12 | 6 |
| Boavista          | 8  | 6 |
| Borussia Dortmund | 8  | 6 |
| Dinamo Kiev       | 4  | 6 |

## La partita
A Rotterdam va in scena la finale tra il Feyenoord, padrone di casa e fin qui imbattuto, e il Borussia Dortmund, fresco vincitore della Bundesliga. Prima del fischio di inizio viene osservato un minuto di raccoglimento in onore di Pim Fortuyn, politico olandese assassinato due giorni prima. La partita è entusiasmante, con gli olandesi sospinti dal proprio pubblico che intorno alla mezz'ora sfiorano il gol su punizione. Gol che arriva tre minuti dopo su calcio di rigore di Pierre van Hooijdonk, fischiato per un fallo di Jürgen Kohler, che gli vale anche l'espulsione. Ridotti in dieci uomini, i tedeschi soffrono le sortite offensive del Feyenoord, che cinque minuti prima della ripresa raddoppia con un calcio di punizione pennellato alla perfezione ancora da van Hooijdonk. Nel secondo tempo l'arbitro concede un rigore al Borussia che realizza Márcio Amoroso, accorciando le distanze. La gioia dei teutonici però dura solo pochi minuti, infatti Jon Dahl Tomasson sorprende la difesa giallonera e batte Jens Lehmann. C'è ancora tempo per un'altra rete, quella di Jan Koller che porta i suoi sul 3-2, ma il Feyenoord si chiude in difesa e vince per la seconda volta la Coppa UEFA nel proprio stadio.

## Tabellino
| Arbitro: | Vítor Melo Pereira |

|                                            |           |                               |
| van Hooijdonk 33’ (rig.), 40’ Tomasson 50’ | Marcatori | 47’ (rig.) Amoroso 58’ Koller |

| Feyenoord | Borussia Dortmund |

| Feyenoord (4-4-2) |    |                      |     |     |
|                   |    |                      |     |     |
| POR               | 1  | Edwin Zoetebier      |     |     |
| DIF               | 2  | Christian Gyan       |     |     |
| DIF               | 8  | Kees van Wonderen    |     |     |
| DIF               | 17 | Patrick Paauwe       | 46’ |     |
| DIF               | 3  | Tomasz Rząsa         | 23’ |     |
| CEN               | 7  | Bonaventure Kalou    |     | 76’ |
| CEN               | 6  | Paul Bosvelt         |     |     |
| CEN               | 14 | Shinji Ono           |     | 85’ |
| CEN               | 32 | Robin van Persie     | 63’ | 63’ |
| ATT               | 10 | Jon Dahl Tomasson    |     |     |
| ATT               | 9  | Pierre van Hooijdonk |     |     |
| A disposizione:   |    |                      |     |     |
| POR               | 30 | Henk Timmer          |     |     |
| DIF               | 4  | Mauricio Aros        |     |     |
| DIF               | 20 | Ferry de Haan        | 85’ | 85’ |
| DIF               | 26 | Pieter Collen        |     |     |
| ATT               | 11 | Leonardo             |     | 63’ |
| ATT               | 15 | Johan Elmander       |     | 76’ |
| ATT               | 18 | Igor Korneyev        |     |     |
| Allenatore:       |    |                      |     |     |
| Bert van Marwijk  |    |                      |     |     |

| Borussia Dortmund (4-4-2) |    |                    |     |     |
|                           |    |                    |     |     |
| POR                       | 1  | Jens Lehmann       |     |     |
| DIF                       | 3  | Evanílson          |     |     |
| DIF                       | 2  | Christian Wörns    |     |     |
| DIF                       | 5  | Jürgen Kohler      | 31’ |     |
| DIF                       | 17 | Dedê               | 52’ |     |
| CEN                       | 18 | Lars Ricken        |     | 70’ |
| CEN                       | 7  | Stefan Reuter      |     |     |
| CEN                       | 10 | Tomáš Rosický      | 66’ |     |
| CEN                       | 12 | Ewerthon           |     | 61’ |
| ATT                       | 8  | Jan Koller         |     |     |
| ATT                       | 22 | Márcio Amoroso     | 49’ |     |
| A disposizione:           |    |                    |     |     |
| POR                       | 20 | Philipp Laux       |     |     |
| DIF                       | 6  | Jörg Heinrich      |     | 70’ |
| DIF                       | 23 | Ahmed Madouni      |     |     |
| CEN                       | 4  | Miroslav Stević    |     |     |
| CEN                       | 15 | Sunday Oliseh      |     |     |
| CEN                       | 19 | Otto Addo          |     | 61’ |
| ATT                       | 29 | Jan-Derek Sørensen |     |     |
| Allenatore:               |    |                    |     |     |
| Matthias Sammer           |    |                    |     |     |